# Jaap Smit (bestuurder)
Jaap Smit ('t Harde, 8 maart 1957) is een Nederlands bestuurder. Hij is lid van het CDA.

## Biografie

### Opleiding
Smit studeerde aan de Rijksuniversiteit Leiden en de Rijksuniversiteit Utrecht en behaalde daar zijn doctoraalexamen in theologie met als bijvak massacommunicatie en PR. In zijn beginjaren als predikant volgde hij voortgezette opleidingen waaronder een Klinisch Pastorale Vorming bij psychiatrisch centrum Reinier van Arkel in Vught op het gebied van pastorale/psychische hulpverlening, gesprekstechnieken, zelfreflectie en (s)preken in het openbaar etc.
in 1997 volgde hij het International Executive Program aan het instituut INSEAD in Fontainebleau. Aansluitend heeft hij een aantal jaren gastcolleges gegeven op INSEAD op het gebied van business ethics en MVO.

### Maatschappelijke loopbaan
Smit begon zijn loopbaan in 1979 als docent godsdienst en levensbeschouwing op de school waar hij leerling was geweest, het Chr. Lyceum dr. W.A. Visser ‘t Hooft in Leiden. 
in 1984 begon hij al als predikant in de protestantse gemeente Ellecom en de Steeg. In 1988 maakte hij de overstap naar Defensie en werd hij Geestelijk Verzorger in de legerbasis Seedorf in Duitsland.
in 1992 verliet hij de Krijgsmacht en werd predikant in de protestantse gemeente Heemstede. 
in 1994 maakte hij aanvankelijk deels en in 1997 geheel uit de overstap naar  KPMG management consultants waar hij deel uitmaakte van een afdeling die zich toelegde op persoonlijke begeleiding van topmanagement en boardroomconsultancy. In de jaren daarna ontwikkelde hij zich tot een breed georiënteerde adviseur op het gebied van organisatieontwikkeling, verandermanagement en maatschappelijk ondernemerschap.  
in 2001 maakte hij de overstap naar het Utrechtse adviesbureau Andersson Elffers Felix. 
In de jaren 2003-2010 was hij algemeen directeur van Slachtofferhulp Nederland en tevens voorzitter van de Europese koepelorganisatie Victim Support Europe.
in 2010 werd hij benoemd tot voorzitter van de vakcentrale van  Christelijk Nationaal Vakverbond (CNV).
Van januari 2014 tot september 2024 was hij Commissaris van de Koning in de Provincie Zuid-Holland. 

### Commissaris van de Koning in Zuid-Holland
Op 29 november 2013 heeft de Kroon Smit benoemd tot commissaris van de Koning van de provincie Zuid-Holland met ingang van 1 januari 2014 als opvolger van Jan Franssen. Op 17 december 2013 is Smit beëdigd door de koning. Op 13 oktober 2023 heeft Smit in de Statenvergadering zijn ontslagaanvraag per 1 september 2024 aangekondigd. Ter gelegenheid van zijn afscheid werd een ophaalbrug op de Oostvlietweg in recreatiegebied Vlietland naar hem vernoemd. Per 1 september 2024 werd hij opgevolgd door Wouter Kolff.

### Onderscheidingen
Op 30 augustus 2024 is hij bij zijn afscheid als commissaris van Zuid-Holland benoemd tot officier in de Orde van Oranje Nassau.

### Persoonlijk
Smit is getrouwd en heeft twee kinderen en vier kleinkinderen.  
- Parlement.com: vi5v7skgz8w5